# 롱 위크엔드 (1978년 영화)
《롱 위크엔드》(영어: Long Weekend)는 오스트레일리아에서 제작된 콜린 에글스턴 감독의 1978년 심리 미스터리 공포 스릴러 영화이다. 존 하그리브스 등이 출연하였다.
2008년에 동명 리메이크 영화 《롱 위크엔드》(Long Weekend)가 공개되었다.

## 줄거리
이혼 직전인 부부 피터와 마샤는 관계 개선을 위해 야영을 떠난다. 부부는 캥거루, 새떼, 듀공 등을 죽이고, 담배꽁초를 함부로 던져 불을 내고, 목적 없이 나무를 베는 등 주변 자연을 무례하고 무성의하게 대한다. 이후 부부는 명확한 원인 없이 동물들에게 공격을 당하기 시작한다. 곧 대자연이 자신을 거스른 부부에게 복수를 하고 있음이 명확해진다. 주변에 대한 두려움으로 피터는 작살총을 마구잡이로 쏘아 대다가 마샤를 맞추고 도로로 나가 지나가는 차에 손을 흔든다. 그러나 갑자기 큰유황앵무가 날아들면서 시야가 제한된 운전수가 피터를 치여 죽이고 만다.

## 출연진
- 존 하그리브스 - 피터 역
- 브라이어니 베헤츠 - 마샤 역

## 제작
1977년 3월에서 4월 사이에 촬영되었다.

## 같이 보기
- 오스트레일리아 영화